# Úriember revolverrel
Az Úriember revolverrel (eredeti cím: The Old Man & the Gun) 2018-ban bemutatott amerikai életrajzi-bűnügyifilm, melynek rendezője és forgatókönyvírója David Lowery. A főszerepet Robert Redford, Casey Affleck, Danny Glover, Tika Sumpter, Tom Waits és Sissy Spacek alakítja. Redford a film elkészülte után, 82 évesen jelentette be, hogy visszavonul a színészi pályafutásától; ez az utolsó előtti megjelenése, amely megelőzi a Bosszúállók: Végjáték című filmet.
A film világpremierje 2018. augusztus 31-én volt a Telluride Filmfesztiválon, az Egyesült Államokban pedig 2018. szeptember 28-án mutatta be a Fox Searchlight Pictures, Magyarországon DVD-n jelent meg szinkronizálva. Általánosságban pozitív kritikákat kapott az értékelőktől, és a 76. Golden Globe-díj átadásakor Redfordot jelölték a Golden Globe-díj a legjobb férfi főszereplőnek – zenés film vagy vígjáték kategóriában.
Forrest Tucker 70 éves korában megszökik a San Quentin állami börtönből, és egy rablássorozatot hajt végre, amely zavarba ejti a hatóságokat és elbűvöli a közvéleményt.
A történet megtörtént eseten alapul.

## Cselekmény
Forrest Tucker hivatásos bűnöző, akit két éve köröznek, mióta 1978-ban vakmerő módon megszökött a San Quentin állami börtönből, most rabolt ki egy újabb bankot. Miközben a 74 éves sármőr a rendőrök elől menekül, az út szélén az autójával bajba jutott nőt vesz észre, és megáll, hogy  segítsen neki. A trükk beválik, mivel pillanatokkal később a rendőrautók úgy hajtanak el mellette, hogy észre sem veszik. A nő, Jewel, aki hálás a segítségéért, meghívja Tuckert ebédre egy büfében. Annak ellenére, hogy álnéven mutatkozik be, Tucker annyira vonzódik Jewelhez, hogy elárulja, hogy ő bankrabló. Később együtt töltik az időt Jewel farmján, ahol Tucker beleszeret a nőbe. Tucker azt tervezi, hogy meglepetésként kifizeti Jewel jelzáloghitelének maradékát, de csalódik, amikor a bank közli vele, hogy ehhez Jewel aláírására lenne szükség néhány dokumentumon, ami semmissé teszi a meglepetést.
Tucker ezután egy sor rablást hajt végre, gyakran anélkül, hogy elő kellene vennie a kabátja alól a fegyverét.
John Hunt, a dallasi rendőrség nyomozója szemtanúktól származó rendőrségi vázlatokat állít össze, akik Tuckert „kedvesnek” és „úriembernek” írják le. Hunt ezután az esti híradóban bemutatja a fantomképeket, és arra kér mindenkit, aki információval rendelkezik, hogy jelentkezzen. Nem sokkal később Hunt nyomozását átveszi az FBI.
Egy Dorothy nevű nő jelentkezik, aki azt állítja, hogy ő Tucker lánya. Bár Hunt már nem dolgozik az ügyön, elhatározza, hogy találkozik vele. Dorothy elmondja, hogy akkor született, amikor Tucker börtönben volt, így Tucker nem tud sem róla, sem az unokájáról. Huntot a nyomok Tucker korábbi ügyvédjéhez vezetik, aki azt állítja, hogy Tucker soha nem húzta meg a fegyverének ravaszát. Az ügyvédje szerint a rendőrségi jelentések, miszerint Tucker egy patthelyzet során lőtt, hamisak, mivel a robbanásszerű hangot az autója motorjának rosszul beállított gyújtása okozta.
Később, egy Jewellel töltött éjszaka után Tucker véletlenül felismeri Hunt nyomozót, aki a feleségével, Maureennel van. Tucker megpróbálja növelni Hunt bizalmát, de ideges lesz, amikor Hunt az igazi nevén, „Forrest”-nek szólítja, jelezve, hogy a felismerés kölcsönös.
Aznap este a rendőrség megpróbálja elfogni Tuckert, amikor hazaérkezik. Tucker elmenekül, de autója ismét „visszalő”, ami arra készteti a rendőröket, hogy rálőjenek, és a karját találják el. Tucker elmenekül előlük, és Jewel farmja felé veszi az irányt. Mivel kora reggel van, úgy dönt, hogy nem ébreszti fel Jewelt, hanem inkább elviszi az egyik lovát lovagolni. Tucker még soha nem ült lovon, de ez rajta volt azon a listán, amit még meg akart tenni életében. Lovaglás közben több rendőrautó jön az úton, és befordulnak a birtokra. Tucker beletörődik, hogy megadja magát, és meg is teszi.
Amikor Jewel meglátogatja a börtönben, Tucker átadja neki a tizenhat korábbi, javítóintézetekből és börtönökből való szökésének listáját, de a tizenhetedik sor üres. Jewel tanácsára a büntetése végéig a San Quentinben marad, és nem próbál megszökni.
Amikor Tucker kiszabadul a börtönből, Jewel ott vár rá. Elviszi a farmjára, és berendez neki egy szobát, mondván, hogy addig maradhat, ameddig csak akar. Egy idő múlva Tucker elmondja Jewelnek, hogy el kell mennie egy dolgot elintézni.
Felhívja Hunt nyomozót egy utcai telefonfülkéből, majd rövid szellemes párbeszéd után Tucker zavartnak tűnik, és amikor Hunt megkérdezi tőle, hogy jól van-e, Tucker azt mondja, hogy „mindjárt”, majd leteszi a telefont, és besétál egy bankba az utca túloldalán.
Az újságok címlapja szerint „Forrest Tucker aznap négy bankot rabolt ki. A helyszínen lévő rendőrök megjegyezték, hogy amikor letartóztatták ... mosolygott”.

## Szereplők
| Szerep                      | Színész               | Magyar hang     |
| --------------------------- | --------------------- | --------------- |
| Forrest Tucker              | Robert Redford        | Ujréti László   |
| John Hunt rendőrnyomozó     | Casey Affleck         | Czvetkó Sándor  |
| Teddy Green                 | Danny Glover          | Kertész Péter   |
| Maureen Hunt, John felesége | Tika Sumpter          | Laurinyecz Réka |
| Waller                      | Tom Waits             | Várday Zoltán   |
| Jewel, Forrest szerelme     | Sissy Spacek          | Kovács Nóra     |
| Dorothy                     | Elisabeth Moss        | Mezei Kitty     |
| Gene Dentler                | Isiah Whitlock, Jr.   |                 |
| Calder százados             | Keith Carradine       |                 |
| Kelley hadnagy              | John David Washington |                 |
| Sandrine                    | Augustine Frizzell    |                 |
| Mr. Owens                   | Gene Jones            |                 |

## Filmkészítés
2016 októberében bejelentették, hogy Robert Redford és Casey Affleck csatlakozott a film szereplőgárdájához, David Lowery pedig saját forgatókönyve alapján rendezte a filmet. James D. Stern, Jeremy Steckler, Dawn Ostroff, Redford, Anthony Mastromauro és Bill Holderman producerként működött közre a filmben az Endgame Entertainment, illetve a Condé Nast égisze alatt. A nemzetközi értékesítéssel a Rocket Science foglalkozott. 2017 márciusában Tika Sumpter, Sissy Spacek, Danny Glover, Tom Waits, Elisabeth Moss és Isiah Whitlock, Jr. csatlakozott a film szereplőihez. 2017 áprilisában Keith Carradine is csatlakozott.
A filmet Super 16 mm-es filmre forgatták. A forgatás 2017. április 3-án kezdődött az ohiói Daytonban. A texasi Fort Worth több jelenet elsődleges helyszínéül is szolgált, ami Lowery szerint "autentikusan texasi" hangulatot kölcsönzött a filmnek. Más jeleneteket az ohiói Bethelben; Bellmead (Texas); Waco (Texas) és Newport-ban (Kentucky) helyszínein forgattak.

## Megjelenés
2017 márciusában a Fox Searchlight Pictures megvásárolta a film forgalmazási jogait az Amerikai Egyesült Államokban és az Egyesült Királyságban. Világpremierje 2018. augusztus 31-én volt a Telluride Filmfesztiválon. A filmet 2018. szeptember 10-én a Torontói Nemzetközi Filmfesztiválon is bemutatták. A film a tervek szerint 2018. október 5-én került volna a mozikba, de 2018. szeptember 28-ra csúsztatták.

## Bevétel
A film 2018. szeptember 28-án Észak-Amerikában limitált, október 9-én pedig széles körben is bemutatásra került, összesen 11,3 millió dolláros bevételt ért el. Az Egyesült Királyságban 2018. december 7-én 791 192 dolláros, Olaszországban 2018 decemberében pedig 1,4 millió dolláros bevételt hozott.

## Díjak és jelölések
| Díj                             | Ünnepség dátuma    | Kategória                                    | Átvevő(k) és jelölt(ek) | Eredmény | Hivatkozás |
| ------------------------------- | ------------------ | -------------------------------------------- | ----------------------- | -------- | ---------- |
| AARP Movies for Grownups Awards | 2019. február 4.   | Legjobb felnőtt szerelmi történet            | Úriember revolverrel    | Jelölve  | [ 23 ]     |
| AARP Movies for Grownups Awards | 2019. február 4.   | Legjobb színész                              | Robert Redford          | Jelölve  | [ 23 ]     |
| Filmújságírónők Szövetsége      | 2019. január 10.   | Színésznő dacolva a korral és az ageizmussal | Sissy Spacek            | Jelölve  | [ 24 ]     |
| Dublini Filmkritikusok Köre     | 2018. december 20. | Legjobb operatőr                             | Joe Anderson            | 6. hely  | [ 25 ]     |
| Golden Globe-díj                | 2019. január 6.    | Legjobb filmszínész - musical vagy komédia   | Robert Redford          | Jelölve  | [ 26 ]     |
| Nemzeti Felülvizsgáló Bizottság | 2019. január 8.    | A tíz legjobb független film                 | Úriember revolverrel    | Elnyerte | [ 27 ]     |
| Satellite Award                 | 2019. február 17.  | Legjobb színészi alakítás, drámai filmben    | Robert Redford          | Jelölve  | [ 28 ]     |

## Fordítás
- Ez a szócikk részben vagy egészben  a   The Old Man & the Gun című angol Wikipédia-szócikk fordításán alapul.  Az eredeti cikk szerkesztőit annak laptörténete sorolja fel. Ez a jelzés csupán a megfogalmazás eredetét és a szerzői jogokat jelzi, nem szolgál a cikkben szereplő információk forrásmegjelöléseként.